# Algidus mons

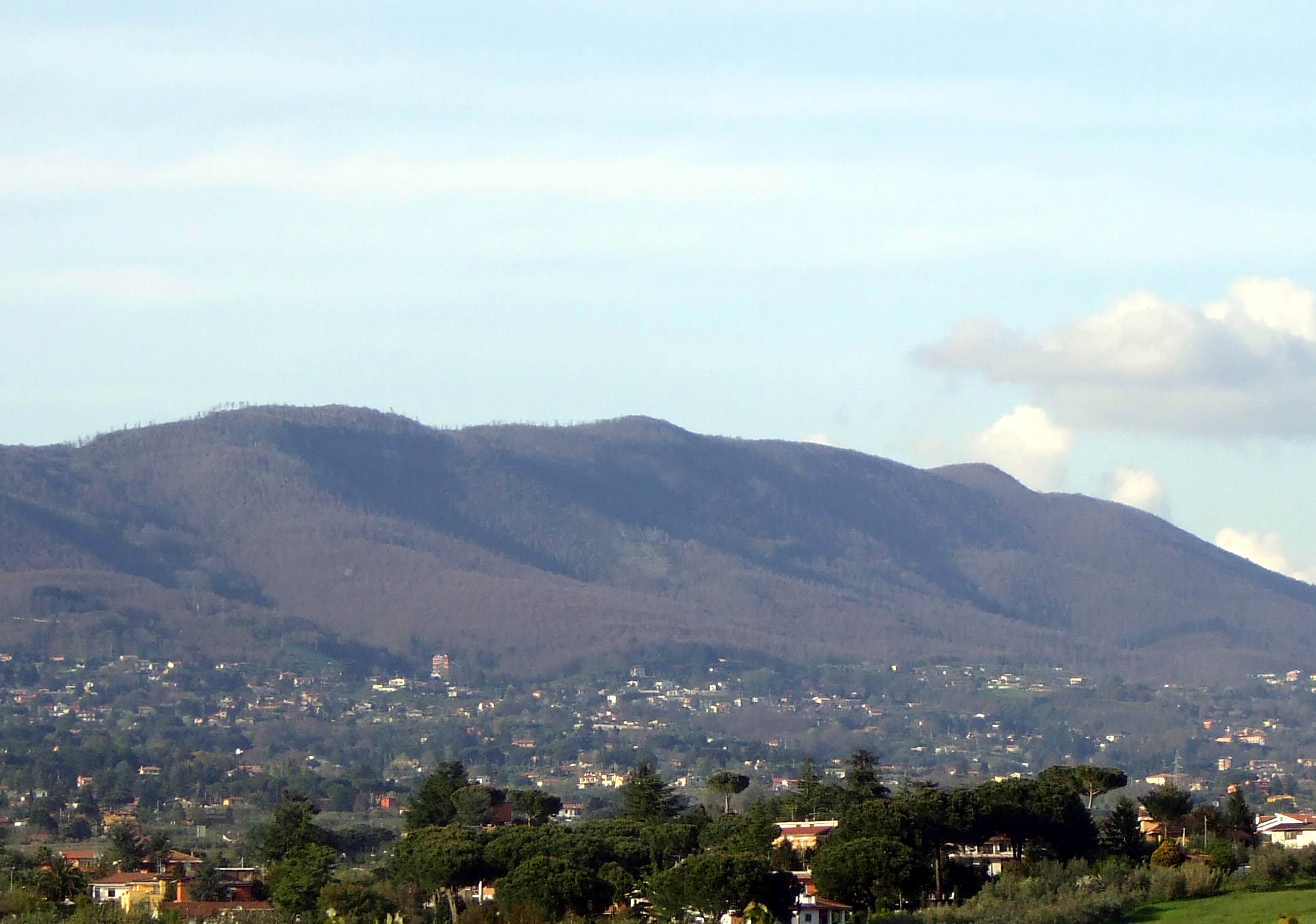
Blik op de bergketen Monte Peschio - Monte Artemisio - Maschio d'Ariano.

Algidus mons was de naam gegeven door de Romeinen aan een bergketen (deel van de Albaanse Heuvels) bij Tusculum en Velitrae (huidige Monte Artemisio, ook wel monti di Velitri of Fajola).
Het was een voornaam steunpunt van de Aequi - alsook de Volsci -, die van hieruit dikwijls hun aanvallen ondernamen. De tweede secessio plebis vond ook plaats toen het leger zich hier op veldtocht bevond.
Het stond bekend als een woest en bosrijk gebied, zetel van de verering van Diana. Er zou volgens Livius ook een tempel van Fortuna zijn geweest. Hoewel het gebied als koud werd omschreven, werd vaak ook lieflijk gebruikt om de streek te omschrijven.
Op een van de toppen van de Algidus lag Algidum, een kleine bergvesting (het huidige Cava dell'Aglio), waar de Via Latina doorheen liep.
In de keizertijd stond de streek bekend voor haar aangename villae rusticae (zomerhuizen).